# Каргаполово
Каргаполово (рос. Каргаполово) — село у Сузунському районі Новосибірської області Російської Федерації.
Входить до складу муніципального утворення Каргаполовська сільрада. Населення становить 606 осіб (2010).

## Історія
Згідно із законом від 2 червня 2004 року органом місцевого самоврядування є Каргаполовська сільрада.

## Населення
| 2002 | 2007 | 2010 |
| ---- | ---- | ---- |
| 736  | ↘713 | ↘606 |